# Dolenje Poljane
Dolenje Poljane – wieś w Słowenii, w gminie Loška dolina. W 2018 roku liczyła 11 mieszkańców.